# ジョシュ・カービィ
ジョシュ・カービィ（Ronald William "Josh" Kirby, 1928年11月27日 - 2001年10月23日）は、イギリスのイラストレーター。『ディスク・ワールド』シリーズをはじめ多くのファンタジーやSF小説の表紙絵や挿絵を描いた。日本では『トンネルズ&トロールズ』シリーズの挿絵・カバーイラストでも知られる。J・キルビィとも表記された。
カービィはランカシャー、セフトン、ウォータールーに生まれ、リバプール市立美術学校に学んだ。ジョシュというニックネームはジョシュア・レノルズにちなんで当時の同級生が呼び始めたものである。このニックネームはすっかり定着し、彼は後々までめったに本名では呼ばれなかった、
カービィの仕事はもっぱら油彩で、雑誌・小説のカバーアートや映画のポスターなどが主だった。SFやファンタジーの表紙絵は400枚以上が描かれた。例えばロバート・シルヴァーバーグの『マジプール年代記』やテリー・プラチェットの『ディスク・ワールド』シリーズ (Discworld) の表紙絵がよく知られているほか、トンネルズ&トロールズシリーズの表紙絵も彼の手による物である。日本の社会思想社版の『トンネルズ&トロールズ』シリーズは彼の表紙絵をそのまま採用している。モンティ・パイソン『ライフ・オブ・ブライアン』や『スター・ウォーズ/ジェダイの帰還』など映画のポスターも何点か手がけた。
1991年にはペーパー・タイガー・ブック社 (Paper Tiger Books) から画集 “In the Garden of Unearthly Delights” が出版された。
2001年、ノーフォーク、ディス付近のシェルファンジャー村にて死去した。